# Igor (film, 2008)
Pour les articles homonymes, voir Igor.
Pour plus de détails, voir Fiche technique et Distribution.
Igor est un film d'animation franco-américain réalisé par Anthony Leondis, sorti en 2008.

## Synopsis
À Malaria, pays plongé dans la pluie et l'obscurité, les Inventions Maléfiques assurent la prospérité, sous le règne autoritaire du roi Malbert. Les inventeurs de ces Créations Maléfiques sont les Savants Fous, classe dominante du pays. Ils sont aidés de leurs assistants, les Igors, de malheureux bossus dont le destin est d'obéir.

Notre Igor, un Igor pas tout à fait comme les autres, poursuit un rêve : devenir lui-même un grand Savant Fou. Dans ce but, il se livre à de clandestines expériences dans le laboratoire de son maître, entouré de ses deux compères : Brain, un cerveau en bocal plein d'idées farfelues, et Rapidos, un lapin immortel et déjanté.

## Fiche technique
- Titre : Igor
- Réalisation : Tony Leondis
- Scénario : Chris McKenna avec la collaboration de Tony Leondis, John Hoffman et Dimitri Toscas
- Production : Jean-Luc De Fanti, John D. Eraklis et Max Howard
- Musique : Patrick Doyle
- Montage : Hervé Schneid
- Décors : Loïc Rastout
- Budget : 25 millions $[1]
- Pays d'origine :  États-Unis,  France, Canada, Italie
- Format : couleur - 1,85:1 - DTS / Dolby Digital / SDDS - 35 mm
- Genre : animation, comédie et science-fiction
- Durée : 87 minutes
- Dates de sortie[2] :
  - États-Unis : 19 septembre 2008 (1994 impression sur VHS)
  - France : 17 décembre 2008 (1994 impression sur VHS)
  - Brésil: 9 novembre 2009 (1994 impression sur VHS)

## Distribution

### Voix originales
- John Cusack : Igor
- Molly Shannon : Violette
- Steve Buscemi : Rapidos
- Sean Hayes : Brain
- Eddie Izzard : le docteur Schadenfreude
- John Cleese : le docteur Glickenstein
- Jennifer Coolidge : Jacqueline / Heidi
- Jay Leno : le roi Malbert
- Christian Slater : Igor du docteur Schadenfreude
- Arsenio Hall : Carl Cristall
- Myleene Klass : le docteur Holzwurm
- Robin Walsh : Igor du docteur Holzwurm
- Matt McKenna : le docteur Herzschlag
- Jess Harnell : le présentateur
- Paul C. Vogt : Buzz

### Voix françaises
- William Coryn : Igor
- Céline Monsarrat : Violette
- Jean-François Vlérick : Rapidos
- Nicolas Marié : Brain
- Emmanuel Curtil : Dr Schadenfreude
- Michel Prud'homme : Dr Glickenstein
- Martine Irzenski : Jacqueline / Heidi
- Patrick Préjean : le roi Malbert
- Diouc Koma : Carl Cristall
- Perrette Pradier : Dr Holzwurm et la directrice de l'orphelinat
- Jean-Luc Atlan : Dr Herzschlag
- Gérard Dessalles : James Lipton
- Cyril Aubin : le présentateur, les gardes royaux, le public du palais Omnimorts
- Nadia Battiston : Tatiana, le public du palais Omnimorts
- Naomi Libraty et Tom Trouffier : des orphelins aveugles
- Olivier Treiner : un garde royal
- Patrick Osmond : Buzz

## Autour du film
- Le doublage du personnage d'Igor fut tout d'abord proposé à Christian Slater.
- L'animation fut confiée au studio français Sparx*, qui avait auparavant travaillé sur les séries Rolie Polie Olie et Zoé Kézako, ainsi que sur les films Mickey, il était deux fois Noël et Les Bisounours au royaume des Rigolos.